# Galerius’ toleranceedikt
Galerius’ toleranceedikt, som blev udstedt 30. april 311, regnes traditionelt som afslutningen på forfølgelsen af de kristne i Romerriget. Teksten gengives i apologeten Lactantius værk De Mortibus Persecutorum (Om forfølgernes død).
Tidligere havde Galerius understreget vigtigheden af at forfølgelsen af de kristne fortsatte, og denne politik blev fulgt helt frem til at toleranceediktet blev offentliggjort i Nikomedia. Kejseren lå på sit dødsleje, sandsynligvis led han af mavekræft, da ediktet blev offentliggjort, og kristne brugte senere ønsket om soning for sine forbrydelser mod de kristne som forklaring på dette kursskifte. Moderne historikere finder i stedet at baggrunden skal findes i politiske overvejelser, da andelen af kristne nu var blevet så stor, at fortsat forfølgelse ville blive til fare for rigets sikkerhed og i værste fald føre til imperiets sammenbrud. Ediktet indeholder ingen lovprisning af den kristne religion, men blot en beklagelse over at det ikke lykkedes at udrydde denne skadelige overtro, hvilket modbeviser at Galerius selv blev omvendt til kristendommen. Galerius døde fem dage efter udstedelse af ediktet.
Kristendommen havde nu status som religio licita (tilladt religion), og for første gang i historien havde de kristne opnået statsanerkendelse. Det var nu tilladt at dyrke denne religion på linje med alle de øvrige religioner i Romerriget, indenfor rammerne af den almene lovgivning og uden at forstyrre den offentlige orden. Med anerkendelsen blev det også forventet at de kristne fremover skulle bede til rigets og kejserens vel og på den måde indgå i statskulten.
I 313 udstedte Konstantin den Store endnu et toleranceedikt i Milano, hvor det blev erklæret at Romerriget fremover ville forholde sig neutralt i forhold til udøvelsen af religion, hvilket betød at alle former for forfølgelse på baggrund af religion nu blev indstillet.

## Eksterne link
- Edictum Galerii, Edictum Mediolanense (Latin)
- Edicts of Toleration 311/313 Arkiveret 14. august 2014 hos  Wayback Machine (Engelsk)
- Eusebius (engl.)